# 梅克倫堡-施威林的安娜
梅克倫堡-施威林的安娜（德語：Anna von Mecklenburg-Schwerin，1485年9月14日—1525年5月12日），黑森伯爵夫人，梅克倫堡公爵馬格努斯二世的女兒。

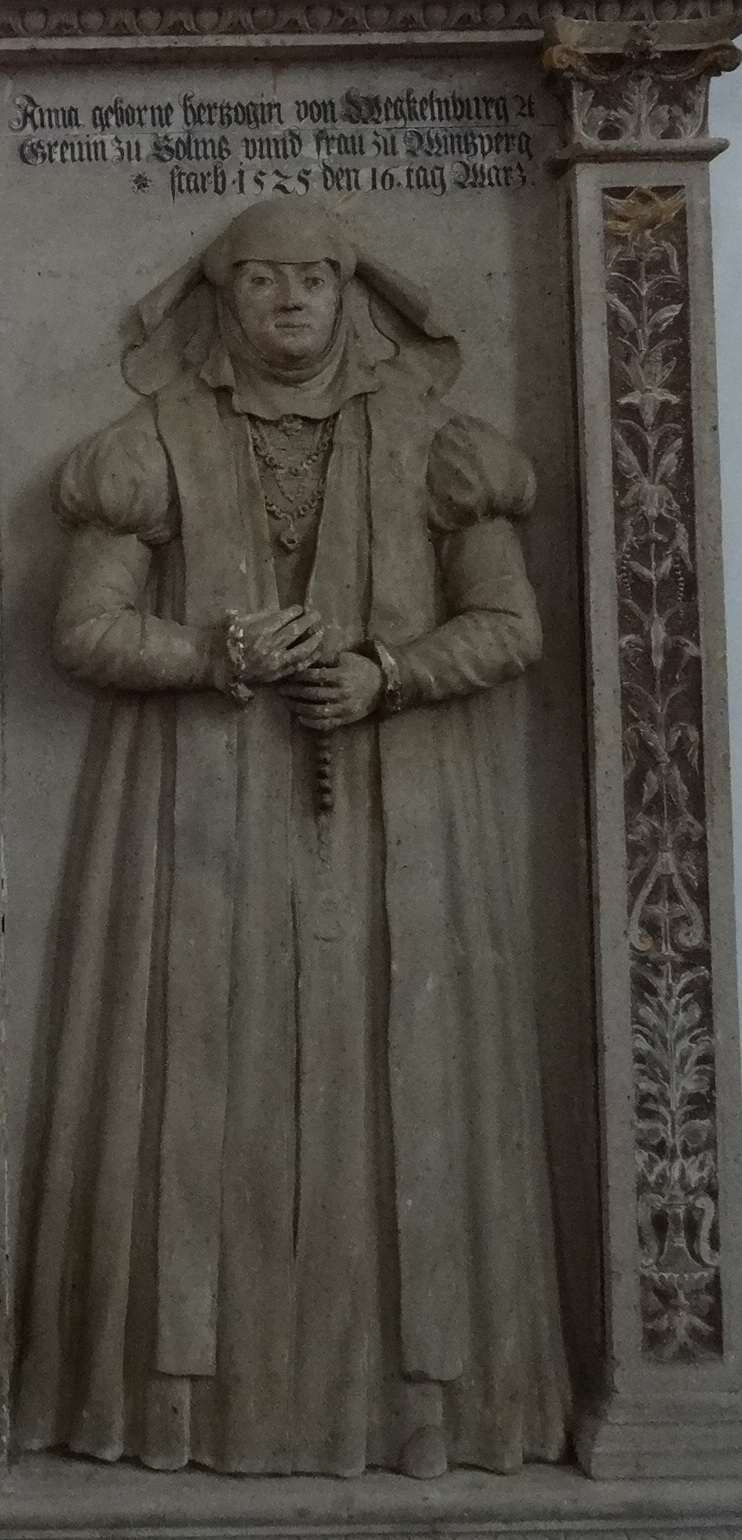

## 家庭
1500年，安娜與黑森伯爵威廉二世結婚，兩人共有1子2女：
1. 伊莉莎白（英语：Elisabeth of Hesse, Hereditary Princess of Saxony）（1502年—1557年）
2. 瑪格達列娜（1503年—1504年），夭折
3. 腓力一世（1504年—1567年）

1519年，安娜與索爾姆斯-勞巴赫伯爵奧托（Otto of Solms-Laubach）結婚，兩人共有1子2女：
1. 瑪麗亞（1520年—1522年），夭折
2. 腓特烈·馬格努斯（1521年—1561年），索爾姆斯-勞巴赫伯爵
3. 安娜（1522年—1594年），與霍恩洛厄-諾恩施泰因伯爵路德維希·卡西米爾結婚